# مدال آلبرت اینشتین
مدال آلبرت اینشتین (به انگلیسی: Albert Einstein Medal) جایزه‌ای است که از سال ۱۹۷۹ هرساله، توسط جامعه آلبرت اینشتین در برن، به افرادی که خدمات چشمگیری در رابطه با آلبرت اینشتین انجام داده‌اند اهدا می‌شود.

## دریافت‌کنندگان
- ۲۰۱۳ - روی کر
- ۲۰۱۲ - آلن اسپه
- ۲۰۱۱ - آدم ریس, سال پرلموتر
- ۲۰۱۰ - هرمان نیکولای
- ۲۰۰۹ - کیپ تورن
- ۲۰۰۵ - موری گل-مان
- ۲۰۰۳ - جرج اسموت
- ۱۹۹۵ - چن نینگ یانگ
- ۱۹۹۴ - اروین شاپیرو
- ۱۹۹۲ - پیتر برگمن
- ۱۹۹۱ - جوزف تیلور
- ۱۹۹۰ - راجر پنروز
- ۱۹۸۹ - مارکوس فیرز
- ۱۹۸۸ - جان ویلر
- ۱۹۸۶ - رودولف لودویگ موسباور
- ۱۹۸۵ - ادوارد ویتن
- ۱۹۸۴ - ویکتور وایسکاپف
- ۱۹۷۹ - استیون هاوکینگ[۱]